# Тихвин
Ти́хвин — город в России, административный центр Тихвинского района Ленинградской области и Тихвинского городского поселения.
Город является центром паломничества и туризма на северо-западе России, а также крупным транспортным узлом.
4 ноября 2010 года городу было присвоено звание города воинской славы, 9 декабря 2011 года на площади, носящей имя маршала Кирилла Мерецкова, была открыта стела «Город воинской славы».

## Этимология
Происхождение названия доподлинно неизвестно. Топоним впервые упоминается в Новгородской третьей летописи под 6891 (1383) годом в связи с легендой об иконе Божьей Матери в форме Тихвина, Тихфина, Тифина (по разным спискам). Первичным считается название реки (совр. Тихвинка). М. Фасмер предполагал вероятным происхождение названия реки от др.-рус. тихъ «тихий». Ю. В. Откупщиков, соглашаясь с этой этимологией, разбивает гидроним следующим образом: Тих-в-инъ и видит здесь древнюю индоевропейскую u-основу. С. Роспонд соотносил топоним с фин. tihkua «сочиться». Эту версию считал наиболее вероятной Е. М. Поспелов. Также предполагается связь с топонимом Тверь (известным в форме Тьхвѣрь, первоначально название реки), относительно которого существуют гипотезы о славянском и прибалтийско-финском происхождении.

## История

### Издревле
Самые ранние сведения о Тихвинском Пречистенском погосте, поселении, на месте которого вырос сначала посад, а позже город, относятся к 1383 году.
Расположение на перекрёстке торговых путей, связывавших Волгу с Ладогой и Балтийским морем, обеспечило быстрое развитие Тихвинского погоста — предшественника города Тихвина. К началу XVI столетия это был уже широко известный торговый и ремесленный центр.
В 1507—1515 годах на средства московского великого князя Василия III итальянский архитектор Фрязин и новгородский строитель Дмитрий Сырков на месте сгоревшей деревянной церкви Успения возвели для Тихвинской иконы Божией Матери монументальный каменный Успенский собор по образцу Успенского собора Московского Кремля, сохранившийся до наших дней.
В 1560 году по приказу царя Ивана IV на левом берегу реки Тихвинки был заложен Успенский мужской монастырь. Руководство работами поручили новгородскому строителю Фёдору Сыркову, сыну Дмитрия Сыркова (казнён Иваном Грозным). Срокам строительства придавалось особое значение, поэтому царь разрешил на всех видах работ использовать крестьян из двадцати волостей.
За один весенне-летний сезон 1560 года одновременно с Большим Успенским монастырём были возведены Малый Введенский женский монастырь, а также два посада, торгово-промышленные поселения с разнообразными жилыми, хозяйственными и культовыми постройками. Успенский монастырь первоначально окружала бревенчатая островерхая ограда. Позже, к середине XVII века, она была заменена стенами, состоящими из двух параллельных деревянных срубов, заполненных внутри землёй и камнями. По верху стен шёл крытый ход с бойницами. Над стенами возвышались девять мощных башен. Так на месте древнего тихвинского поселения был создан важный укреплённый пункт, сыгравший большую роль в обороне северо-западных границ Руси.

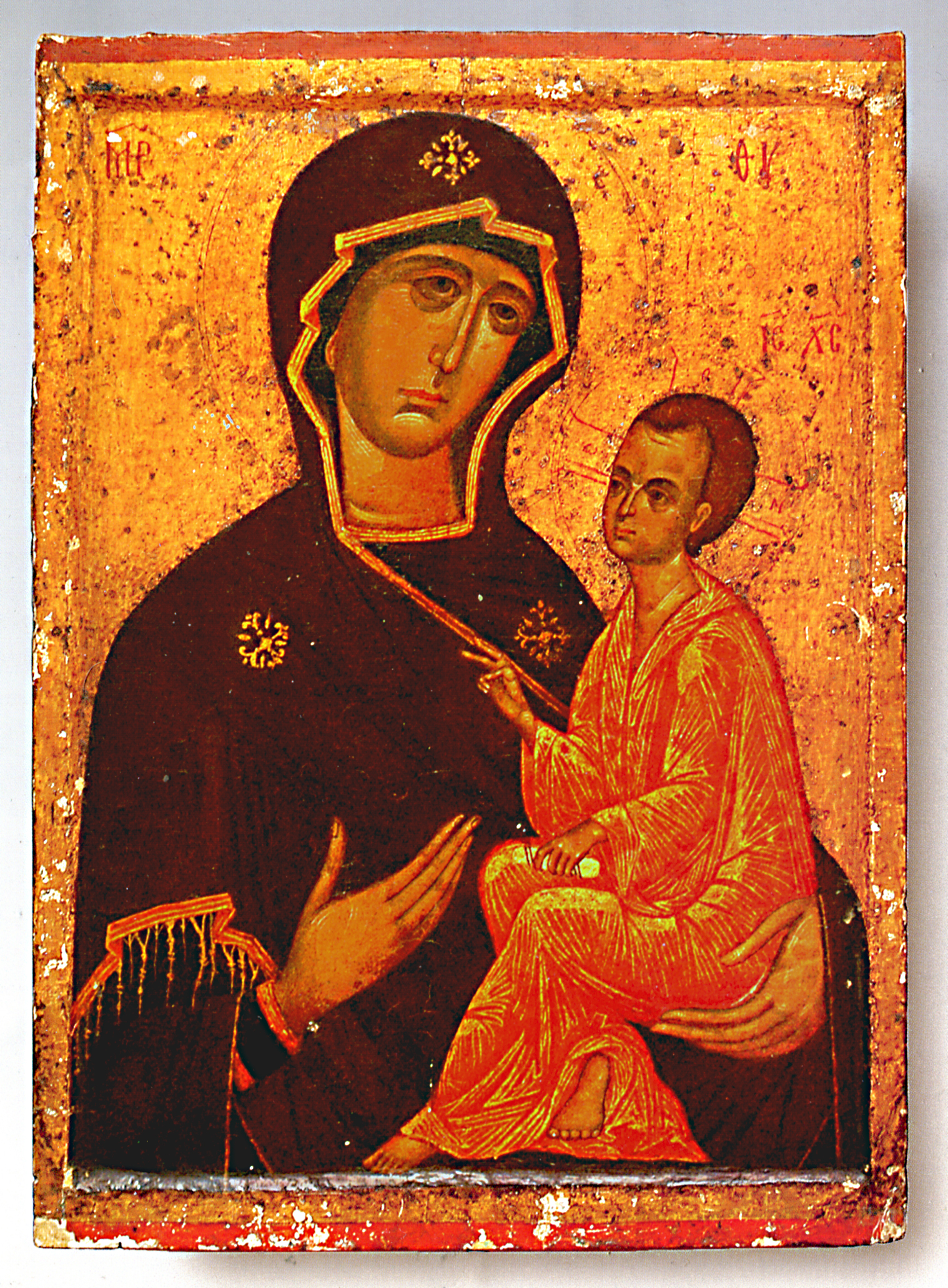
Тихвинская икона Божией Матери при снятом окладе
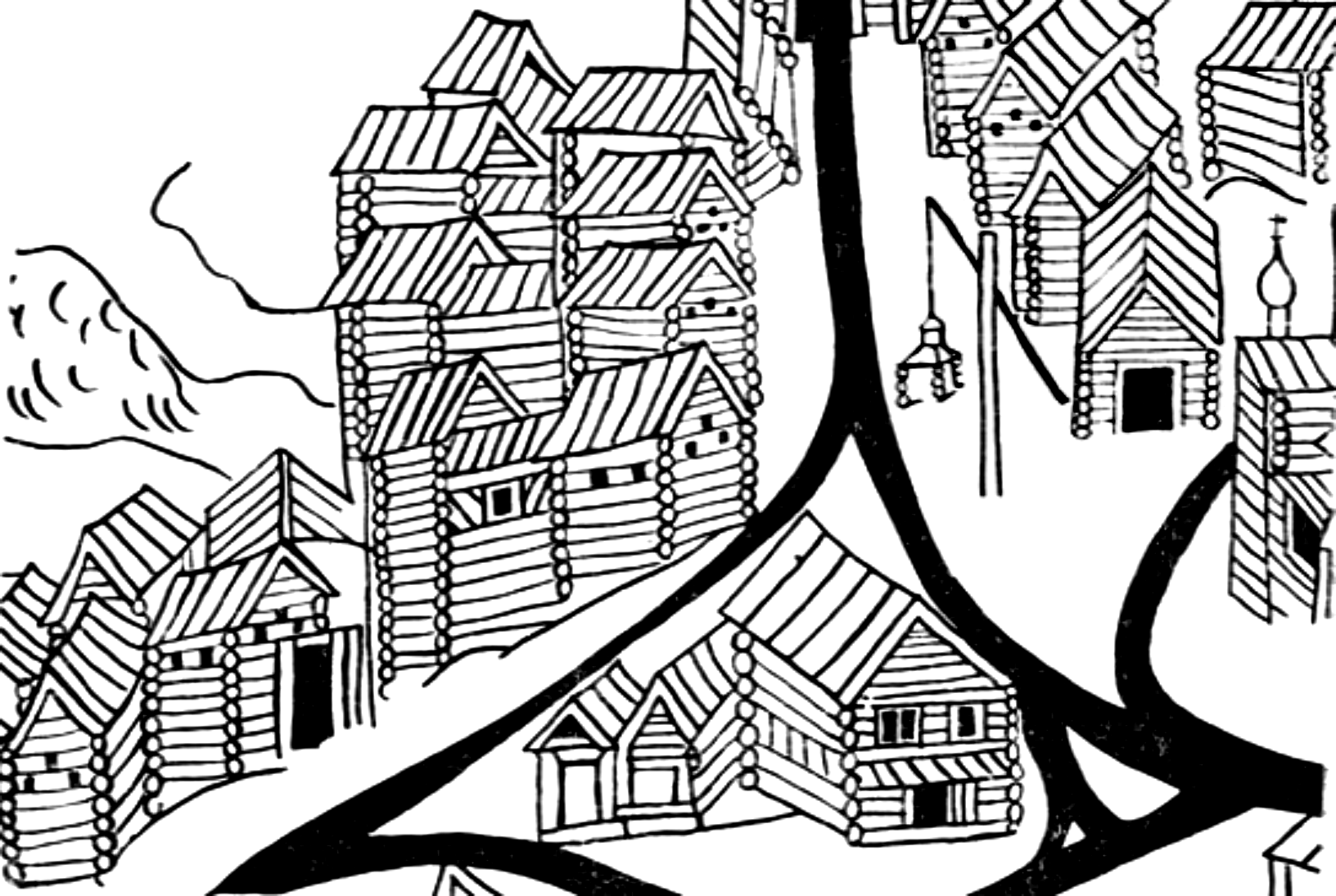
Фрагмент плана Тихвинского посада, 1678 год

### Со Смутного времени
В начале XVII века Русское государство переживало глубокий внутренний кризис — Смутное время. Во время Польско-шведской войны (1600—1611) в Россию были наняты царем Василием Шуйским шведские войска, возглавляемые Делагарди, для борьбы с претендентом на трон Лжедмитрием II. Не получив обещанную плату в виде русской крепости Корела, взбунтовавшиеся шведы захватили в 1611 году Новгород и, воспользовавшись тем, что между Речью Посполитой и Швецией было заключено в апреле перемирие на десять месяцев, шведы начинают захватывать русские пограничные новгородские земли — были захвачены Корела, Ям, Ивангород, Копорье и Гдов. В ходе этой Русско-шведской войны 1610—1617 годов 25 мая 1613 года в Тихвине начинается восстание против шведского гарнизона, организованное Леонтием Арцыбашевым. Тихвинский посад был захвачен, разграблен и сожжён отрядами Делагарди. Но посадские люди, укрывшись за крепостными стенами Успенского монастыря, выдержали длительную осаду и многочисленные атаки врагов, а затем разгромили шведское войско. Борьба тихвинцев закончилась изгнанием шведов и положила начало освобождению новгородской земли, оккупированной шведскими захватчиками, которую продолжил Петр I в XVIII веке до победного конца ценой огромных усилий всего русского народа.
В XVII—XVIII веках Тихвинский посад достиг экономического расцвета. На высоком уровне было здесь ремесленное производство. Особенным спросом пользовались изделия тихвинских кузнецов. Их закупали не только в городах России, но и за границей. Тихвин стал одним из пунктов, через который осуществлялась внешняя торговля России, а Тихвинская ярмарка — одной из крупнейших в стране. Расцвет торговли и ремесла в XVII веке способствовал росту посада, который распространился на довольно значительные территории.
С 1560 года Тихвинский посад находился в вассальной зависимости от Большого Успенского и Малого Введенского монастырей. Только на территории монастырей — могущественных феодалов велось каменное строительство. В Успенском монастыре ещё в XVI веке кроме собора были возведены каменные Трапезная с церковью Рождества Богородицы (1581 год). Святые ворота с надвратной церковью Вознесения и приделом Фёдора Стратилата (1591—1593 годы), а также пятишатровая звонница (1600 год). Особенно интенсивно каменное строительство в Тихвинском Успенском монастыре развернулось во второй половине XVII века, когда все деревянные постройки были заменены каменными. В результате этих работ на территории монастыря был создан ансамбль, историко-архитектурный памятник XVI—XVII веков. В значительной своей части он сохранился до наших дней. В XVIII—XIX веках монастырские здания подверглись некоторым перестройкам, изменившим их первоначальный облик.
В 1723 году после длительной борьбы жители Тихвинского посада освободились от монастырского управления. Тихвинцы получили свой административный орган — магистрат, который подчинился Новгородской губернской канцелярии. Окончательно посад отделился от монастырей лишь в 1764 году после указа о передаче государству монастырских земель.
В 1773 году Тихвин получил статус уездного города Тихвинского уезда Новгородской губернии.

### С XIX века
В XIX веке Тихвин продолжал развиваться как торговый и ремесленный центр. Его экономическое значение возросло в связи с открытием в 1811 году Тихвинской водной системы. Сотни судов — «тихвинок» с грузами проплывали мимо Тихвина из Санкт-Петербурга на Нижегородскую ярмарку. До шести тысяч судов в год проходили по Тихвинскому каналу. Многие жители Тихвина работали на лесосплаве, на водном гужевом транспорте.
Согласно данным первой переписи населения Российской империи:

ТИХВИН — уездный город, православных — 6420, мужчин — 3032, женщин — 3557, обоего пола — 6589. (1897 год)

С 1918 года город Тихвин и Тихвинский уезд в составе вновь образованной Череповецкой губернии.
С 1 августа 1927 года город Тихвин — центр Тихвинского района Ленинградского округа Ленинградской области (с 23 июля 1930 года непосредственно в Ленинградской области).

Город Тихвин на карте 1932 года

### Великая Отечественная война

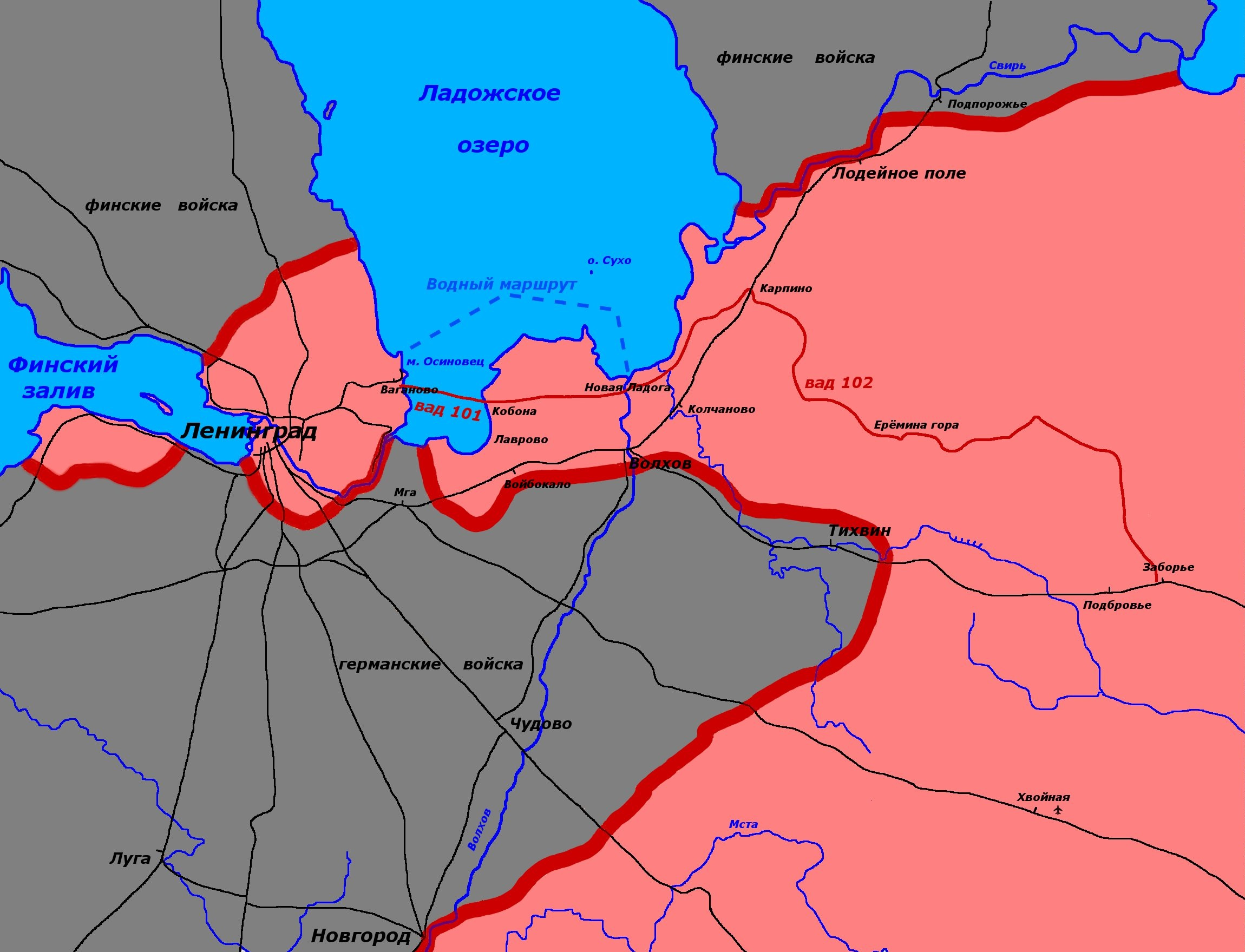
Максимальное продвижение оккупационных войск. Середина ноября 1941.

Во время Великой Отечественной войны Тихвин был оккупирован войсками нацистской Германии (см. Тихвинская оборонительная операция) 8 ноября 1941 года. Освобождён Красной армией 9 декабря 1941 года в результате Тихвинской наступательной операции. Тихвин стал первым городом, освобождённым в ходе зимнего контрнаступления Красной армии 1941/42 года. За годы войны были разрушены многие архитектурные памятники.

### После Великой Отечественной войны
19 июля 1945 года город Тихвин был отнесён к категории городов областного подчинения.
В 1970 году исторический центр Тихвина за исключением одной улицы планировалось полностью снести для строительства жилого микрорайона для сотрудников Тихвинских производств объединения «Кировский завод». Центр состоит преимущественно из деревянных зданий. Известием обеспокоилось ленинградское областное отделение Всероссийского общества охраны памятников истории и культуры и лично Т. А. Славина. Вот что она рассказывала в интервью:
Прошло бы ещё три месяца или полгода, и пошёл бы тотальный снос. Понимая это, мы быстро за средства ЛООВООПИК сделали экспертизу этой части города и доказали, что потерять её было бы просто бездарно. А дальше началась совершенная фантастика. Начальник города сам решать не стал, обратился ко Льву Алексеевичу Койколайнену, председателю плановой комиссии Леноблисполкома, тот прилетел на самолёте в Тихвин. Провели совет, я докладывала — и убедила. Поверили! И отменили титул! Заказали большой проект охранных зон всего Тихвина.
7 июля 1962 года вышло распоряжением СМ СССР о строительстве в Тихвине завода «Центролит» мощностью 60 тыс. тонн стального литья, 90 тыс. тонн чугунного литья и 135 тыс. тонн сварных металлоконструкций в год.
тракторное литье — для «Кировского завода» (в Ленинграде) и Онежского тракторного (в Петрозаводске) заводов
Первый бетонный блок в фундамент сталефасоннолитейного цеха заложен 7 июля 1963 года — считается днем рождения Тихвинского «Центролита»
Бригада Юрия Абакумова в ночь на 25 сентября 1967 года провела первую плавку в сталефасоннолитейном цехе.
В ноябре 1968 года вышло Постановление ЦК КПСС и СМ СССР «Об организации и строительстве в городе Тихвине филиала Кировского завода»
к концу 1970-го, после запуска рамного цеха, каждый трактор «Кировец» К-700, сходящий с конвейера ПО «Кировский завод», содержал уже более 3 тонн деталей и узлов, изготовленных в Тихвине.
с 1973 г завод преобразован в Тихвинские производства ПО «Кировский завод» (ТПО КЗ)
В 1974 году ТПО «Кировский завод» объявлены Всесоюзной ударной комсомольской стройкой.
В 1975 г на заводе изготовили оправу для самого большого телескопа-рефлектора в мире (до 2005 г) — БТА — диаметр зеркала 6 м, вес оправы 30 т.
Изготовлены спиральные камеры водоводов Саяно-Шушенской ГЭС
Выпускались не только сварные конструкции портальных кранов, но и в больших количествах товары народного потребления — качели, ручная мясорубка, диск «Грация».
К весне 1983 года из цехов завода вышел 250-тысячный трактор «Кировец» В 1987 году был достигнут рекордный выпуск тракторов «Кировец», не имеющий аналогов в мировой практике — произведено 23 003 трактора плюс запчасти.
В Тихвине создана первая в мире линия непрерывной разливки стали
Численность работников завода достигла 22 тыс. человек
В 90-е годы завод преобразован в ООО «Трансмаш» и освоил выпуск моторных и безмоторных тележек для всех электропоездов СНГ
Изготовленные на базе трактора «Кировец» роторные снегоочистители работали в Антарктиде
Изготовлен первый шестивагонный поезд ВСМ-250 «Сокол» для магистрали между Петербургом и Москвой. на испытаниях достигший скорости 215 км/час. «Трансмаш» освоил выпуск щебнеочистительной машины для ж/д путей «РМ-80»
Возникли ДСК, ПАТП, две автоколонны, Трест-30, молокозавод, новый хлебозавод, больничный комплекс, построены 8 микрорайонов, 7 школ, ПТУ и техникум
На бывшей Промплощадке создано АО «Тихвинский вагоностроительный завод» (АО «ТВСЗ») — ведущее предприятие по выпуску грузовых вагонов нового поколения в СНГ. Официальный запуск производства состоялся в январе 2012 года
24 октября 1974 года за заслуги в защите государства, мужество и героизм, проявленные трудящимися в годы войны, Тихвин был награждён орденом Отечественной войны I степени.
С 1 января 2006 года Тихвин — центр Тихвинского городского поселения в составе Тихвинского района.
Указом Президента Российской Федерации Д. А. Медведева от 4 ноября 2010 года городу Тихвину «за мужество, стойкость и массовый героизм, проявленные защитниками города в борьбе за свободу и независимость Отечества» присвоено почётное звание Российской Федерации «Город воинской славы».
В октябре 2016 года у железнодорожной станции Тихвин был открыт Памятник детям блокадного Ленинграда, погибшим во время эвакуации в октябре 1941 года. Памятник был открыт в 75-ю годовщину бомбардировки станции Тихвин авиацией вермахта, в ходе которой она разбомбила эшелон с эвакуированными из Ленинграда детьми и повредила ВСП-312.
См. также: Гибель ленинградских детей на станции Лычково в ходе бомбардировки поезда с эвакуируемыми из Ленинграда детьми фашистской авиацией 18 июля 1941 года и Памятник «Дети войны», установленный 4 мая 2005 года на этой станции в память об этой трагедии.

## География

### Расположение
Тихвин расположен на юго-востоке Ленинградской области, на обоих берегах реки Тихвинка (бассейн Ладожского озера) в 215 км от Санкт-Петербурга.

### Климат
В городе умеренно континентальный климат. Из-за более восточного положения средняя температура января ниже, чем в Санкт-Петербурге, почти на два градуса. 28 июля 2010 года, во время аномальной жары в Тихвине зарегистрирован абсолютный максимум температуры для всей Ленинградской области, составляющий +37,8 °C.
| Показатель                                                     | Янв.  | Фев.  | Март  | Апр. | Май  | Июнь | Июль | Авг. | Сен. | Окт.  | Нояб. | Дек.  | Год   |
| -------------------------------------------------------------- | ----- | ----- | ----- | ---- | ---- | ---- | ---- | ---- | ---- | ----- | ----- | ----- | ----- |
| Абсолютный максимум, °C                                        | 7,2   | 9,2   | 17,0  | 27,3 | 35,0 | 35,9 | 37,8 | 35,6 | 30,4 | 23,1  | 11,6  | 10,3  | 37,8  |
| Средний суточный максимум, °C                                  | −4,5  | −3,7  | 2,1   | 10,0 | 17,2 | 21,3 | 23,7 | 21,4 | 15,5 | 7,6   | 0,9   | −2,6  | 9,1   |
| Средняя температура, °C                                        | −7,3  | −7,1  | −2,4  | 4,3  | 10,9 | 15,5 | 17,9 | 15,7 | 10,5 | 4,4   | −1,3  | −4,9  | 4,8   |
| Средний суточный минимум, °C                                   | −10,3 | −10,8 | −6,9  | −1   | 4,4  | 9,4  | 12,3 | 10,6 | 6,2  | 1,4   | −3,7  | −7,6  | 0,3   |
| Абсолютный минимум, °C                                         | −50,9 | −40,7 | −34,8 | −26  | −9,1 | −3,3 | 0,1  | −2   | −8,7 | −17,8 | −31,2 | −44,5 | −50,9 |
| Норма осадков, мм                                              | 62    | 42    | 43    | 43   | 58   | 79   | 83   | 85   | 64   | 70    | 70    | 67    | 765   |
| Источник: ФГБУ "ВНИИГМИ-МЦД", Погода и климат. Климат Тихвина. |       |       |       |      |      |      |      |      |      |       |       |       |       |

## Демография
| 1825    | 1833    | 1840    | 1847    | 1856    | 1863    | 1867    | 1870    | 1885    | 1897    | 1913    | 1917    | 1920    | 1923    |
| ------- | ------- | ------- | ------- | ------- | ------- | ------- | ------- | ------- | ------- | ------- | ------- | ------- | ------- |
| 3803    | ↘3707   | ↗5688   | ↘4406   | ↗6400   | ↘6220   | ↘6048   | ↘5969   | ↗6554   | ↗6589   | ↗7700   | ↗9880   | ↘7919   | ↗8986   |
| 1926    | 1931    | 1932    | 1933    | 1935    | 1937    | 1939    | 1943    | 1945    | 1949    | 1959    | 1967    | 1970    | 1976    |
| ↗10 269 | ↘7500   | ↗11 500 | ↗13 400 | ↘11 900 | ↗14 346 | ↗16 199 | ↘12 175 | ↘11 628 | ↗13 373 | ↗18 412 | ↗26 000 | ↗33 971 | ↗52 000 |
| 1979    | 1982    | 1986    | 1987    | 1989    | 1992    | 1996    | 1998    | 2000    | 2001    | 2002    | 2003    | 2005    | 2006    |
| ↗58 616 | ↗64 000 | ↗68 000 | ↗70 000 | ↗71 352 | ↗72 000 | ↘68 800 | ↘68 400 | ↘67 700 | ↘67 200 | ↘63 338 | ↘63 300 | ↘62 300 | ↘61 200 |
| 2007    | 2008    | 2009    | 2010    | 2011    | 2012    | 2013    | 2014    | 2015    | 2016    | 2017    | 2018    | 2019    | 2020    |
| →61 200 | ↘60 800 | ↘60 271 | ↘58 459 | ↗58 500 | ↗58 502 | ↘58 497 | ↘58 289 | ↘58 253 | ↘57 970 | ↘57 900 | ↗58 136 | ↘58 068 | ↗58 116 |
| 2021    | 2023    | 2024    | 2025    |         |         |         |         |         |         |         |         |         |         |
| ↘55 415 | ↘54 286 | ↘53 932 | ↘53 778 |         |         |         |         |         |         |         |         |         |         |

На 1 января 2025 года по численности населения город находился на 299-м месте из 1124 городов Российской Федерации.

### Национальный состав
| Национальности | 1897  | 1897 | 1926  | 1926 | 1939  | 1939 | 1959  | 1959 | 1989  | 1989 | 2002  | 2002 |
| Национальности | число | %    | число | %    | число | %    | число | %    | число | %    | число | %    |
| -------------- | ----- | ---- | ----- | ---- | ----- | ---- | ----- | ---- | ----- | ---- | ----- | ---- |
| Всего          | 6589  | 100  | 10269 | 100  | 16199 | 100  | 18412 | 100  | 71287 | 100  | 63338 | 100  |
| русские        | 6418  | 97,4 | 9891  | 96,3 | 15523 | 95,8 | 17952 | 97,5 | 67796 | 95,1 | 59452 | 93,9 |
| украинцы       | 2     | 0,0  | 10    | 0,1  | 188   | 1,2  | 152   | 0,8  | 1282  | 1,8  | 789   | 1,3  |
| белорусы       | -     | -    | 12    | 0,1  | 48    | 0,3  | 99    | 0,5  | 832   | 1,2  | 634   | 1,0  |
| татары         | 1     | 0,0  | 56    | 0,5  | 79    | 0,5  | 22    | 0,1  | 187   | 0,3  | 204   | 0,3  |
| азербайджанцы  | …     | …    | …     | …    | …     | …    | …     | …    | 76    | 0,1  | 143   | 0,2  |
| вепсы          | -     | -    | 5     | 0,0  | 11    | 0,1  | 5     | 0,0  | 99    | 0,1  | 85    | 0,1  |
| евреи          | 119   | 1,8  | 176   | 1,7  | 113   | 0,7  | 41    | 0,2  | 56    | 0,1  | 28    | 0,0  |
| прочие         | 49    | 0,7  | 119   | 1,2  | 237   | 1,5  | 141   | 0,8  | 959   | 1,3  | 2003  | 3,2  |

Согласно данным Всероссийской переписи населения 2021 года в городе проживали 55 415 человек, из них:
 русские — 49 073 (казаки — 1), украинцы — 255, белорусы — 128, татары — 97, азербайджанцы — 59, немцы — 45, вепсы — 41, армяне — 34, узбеки — 26, казахи — 23, чеченцы — 22, чуваши — 19, башкиры — 17, евреи — 13, карелы — 13, аварцы — 12, корейцы — 12, грузины — 11, лезгины — 11, молдаване — 11, даргинцы — 9, мордва — 9, цыгане — 9, рутульцы — 8, таджики — 8, удмурты — 8, коми — 7, кумыки — 5, латыши — 5, литовцы — 5, поляки — 5, эстонцы — 5, буряты — 4, румыны — 4, коми-пермяки — 3, марийцы — 3, итальянцы — 2, финны — 2, арабы — 1, ассирийцы — 1, болгары — 1, британцы — 1, гагаузы — 1, индийцы — 1, кабардинцы — 1, китайцы — 1, коряки — 1, кумандинцы — 1, ненцы — 1, персы — 1, табасараны — 1, туркмены — 1, якуты — 1, другие национальности — 558 человек, остальные национальность не указали.

## Экономика

### Предприятия
- Тихвинский вагоностроительный завод
- ТихвинХимМаш
- ТихвинСпецМаш
- ТСЗ «Титран-Экспресс»
- «Лузалес» — Тихвин, ранее ООО «ИКЕА Индастри Тихвин», до этого ООО «Сведвуд Тихвин»
- Тихвинский ферросплавный завод
- Производственное объединение «Тихвинский лесхимзавод» (выпускает канифоль, смолу, скипидар, хвойный экстракт)
- Завод спецмашин «Техстроймаш»
- ООО «Тихмаш» (машиностроение)
- Трикотажная фабрика повседневного и функционального нижнего белья Comazo
- Хлебокомбинат компании «Петрохлеб»
- Предприятия лёгкой промышленности

### Торговля
В городе работает целый ряд торговых комплексов, среди них ТЦ «Галерея», ТРК «Астрал», ТЦ «Жемчужина», торгово-досуговый центр «Садко», ТЦ «Гостиный Двор», расположенные в центре Тихвина. В городе представлены многие федеральные и местные торговые сети, супермаркеты «Пятёрочка», «Дикси», «Магнит», «Патент», «Улыбка радуги», «Связной», магазины «BURGERSCHUHE», «Rieker», «Данди», «Zenden», «Gloria Jeans», «Kari», «Норман», «Градусы», «Буквоед», аптеки «Невис», «ЛекОптТорг», «Озерки». Магазины электроники DNS, Эльдорадо. Действуют центры обслуживания абонентов операторов «Мегафон», «МТС», «Билайн» и «T2».

### Банки

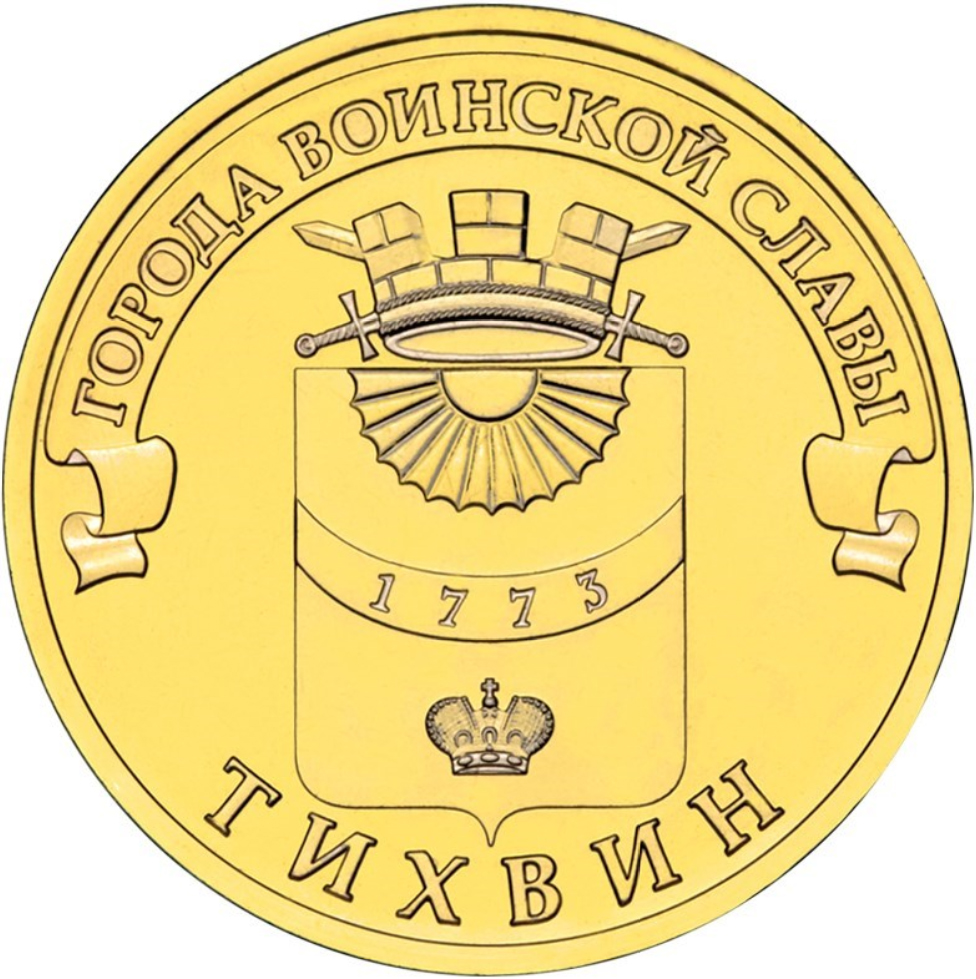
Памятная монета Банка России номиналом 10 рублей (2014) из серии «Города воинской славы»

В Тихвине присутствуют отделения следующих банков:
- «СберБанк»
- «Открытие»
- «Пойдём!»
- «Банк ВТБ»
- «Уральский банк»
- «Почта Банк»
- «Совкомбанк»
- «Альфа Банк»

## Транспорт
Через Тихвин проходит автомобильная магистраль А114 Новая Ладога — Вологда.
В Тихвине хорошо развито автобусное сообщение с Санкт-Петербургом, городами Ленинградской и Вологодской областей, а также республики Карелия. Через город проходят маршруты №502, №867 №867Д, №869, №877, №890, №966, №967, №968 которые связывают Бокситогорск, Шугозеро, Вологду, Чагоду, Устюжну, Весьегонск с Санкт-Петербургом. Город также связан с Бокситогорском и Пикалёво маршрутами №116, №141, №143, №150, а с Санкт-Петербургом маршрутом №115.

### Железнодорожный транспорт
В городе имеется железнодорожная станция Тихвин Октябрьской железной дороги. Через неё проходят поезда дальнего следования Санкт-Петербург — Волховстрой I — Тихвин — Вологда, и далее на Сыктывкар, Архангельск, Воркуту, Екатеринбург,Тюмень, Новокузнецк, Лабытнанги, Киров, Челябинск. Прямого сообщения с Москвой нет, но с поездами мурманского направления стыкуются электропоезда Волховстрой I — Тихвин — Пикалёво-I — Бабаево (также по пятницам и воскресеньям — ускоренный пригородный сообщением Ладожский вокзал — Тихвин — Пикалёво-I — Бабаево).
Раз в неделю по субботам курсирует пригородный поезд Тихвин — Будогощь (1-2 вагона на тепловозной тяге).
С Санкт-Петербургом Тихвин связан также прямым рейсом скоростного электропоезда «Ласточка» до Ладожского вокзала/станции (все дни, кроме субботы на Тихвин и воскресенье на Санкт-Петербург) и пригородным до станции Ладожская и Московский вокзал.

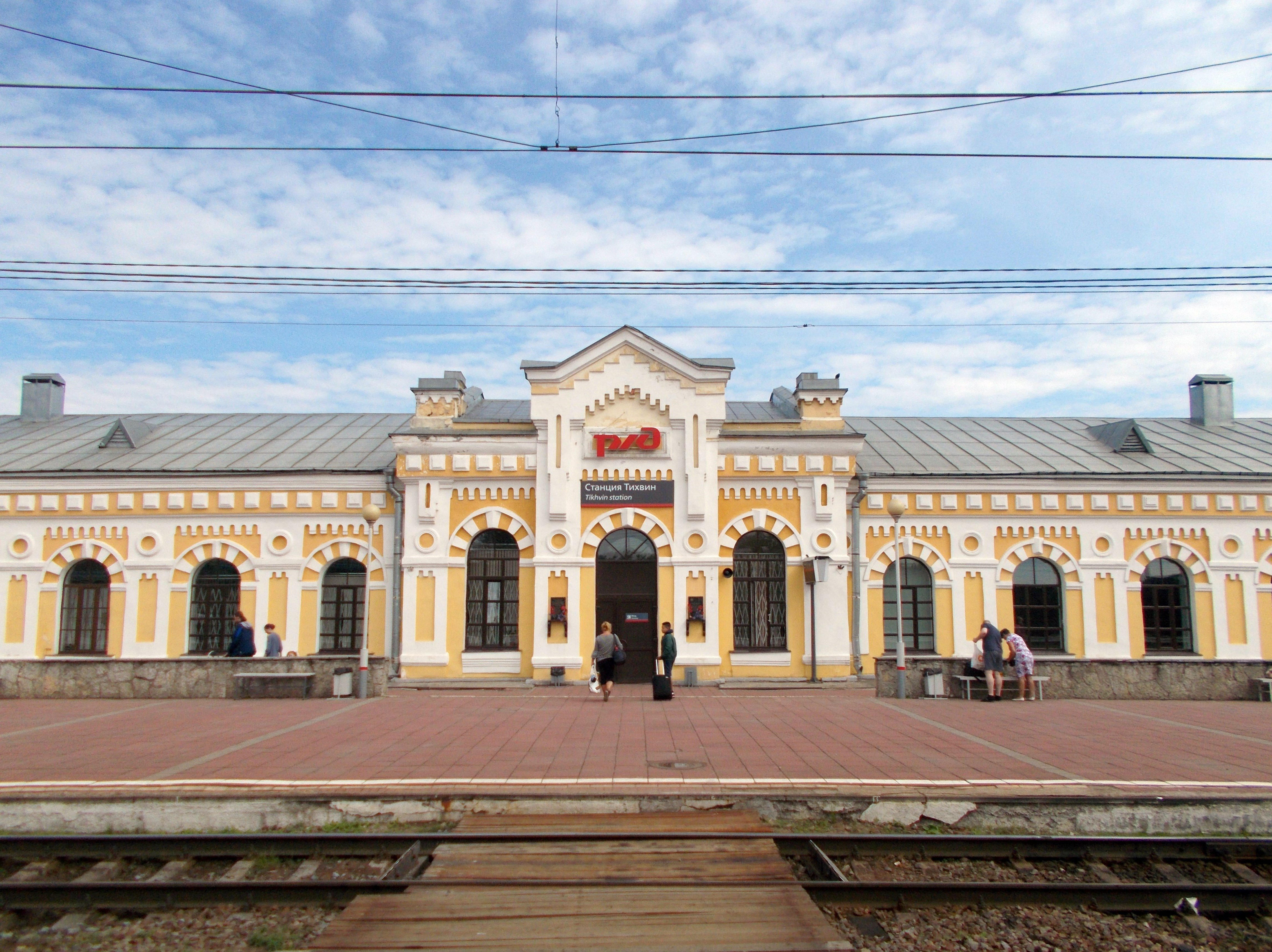
Железнодорожный вокзал

### Аэропорт
1 августа 1961 года была открыта авиалиния Тихвин — Ленинград. По состоянию на 1966 год из аэропорта «Тихвин» ежедневно выполнялось два рейса на Ленинград, три на Бокситогорск, один на Ефимовский. В настоящее время аэропорт по назначению не используется, но поддерживается в исправном техническом состоянии. Также на территории есть вертолетная площадка.

### Городской общественный транспорт
Городской транспорт Тихвина представлен рейсовыми автобусами. По состоянию на 2024 год на территории Тихвинского городского поселения осуществляется движение 20 маршрутов муниципального сообщения.

## Средства связи и массовой информации

### Телефонная связь и интернет
В городе присутствует основная компания предоставляющая услуги фиксированной телефонной связи:
- «Ростелеком»

В Тихвине представлены следующие операторы сотовой связи:
- «МТС» (2G+3G+4G)
- «Билайн» (2G+3G+4G)
- «МегаФон» (2G+3G+4G)
- «Tele2» (2G+3G+4G)
- «Скай Линк» (4G LTE-450)
- «Yota» (2G+3G+4G)

Услуги доступа в интернет в Тихвине оказываются компаниями:
- «WiFire»
- «Ростелеком»
- «Телевест-Инет»
- «Teyla»

### Телевидение
В городе вещают эфирные телеканалы «Россия 1» / «ГТРК Санкт-Петербург», «Тихвинское ТВ», «Первый канал», «Пятый канал» и «НТВ». Работает городской кабельный телеканал «Дивья-ТВ», первый и второй мультиплексы цифрового эфирного (DVB-T2) телевидения. Также существует кабельное телевидение компании «Телевест».

### Радио
- 66,14 УКВ «Радио России» / «ГТРК Санкт-Петербург»
- 68,63 УКВ (Молчит) «Радио Маяк»
- 91,7 FM (ПЛАН) «Дивья FM»
- 95,4 FM (ПЛАН) «Маруся FM»
- 100,0 FM «Радио Рекорд»
- 100,4 FM «Love Radio»
- 100,8 FM «Новое радио»
- 102,6 FM «Дорожное радио»
- 103,7 FM «Европа Плюс»
- 104,3 FM (ПЛАН) «Радио Родных Дорог» (Бокситогорск)
- 106,4 FM «Питер FM»
- 106,9 FM «Русское радио» / «Радио Тихвин»
- 107,7 FM «Авторадио»

### Пресса
- «Трудовая слава» — еженедельная общественно-политическая газета, официальный печатный орган администрации и Совета депутатов Тихвинского района, издаётся с 1930 года, указанный в выходных данных тираж 4000 экз.
- «Дивья» — информационный еженедельник, издаётся с октября 1995 года, указанный в выходных данных тираж 5000 экз.
- «Перекрёсток-инфо» — бесплатный еженедельник, издаётся с сентября 2010 года, указанный в выходных данных тираж 19 000 экз.
- «Частник-инфо» — информационный еженедельник, издаётся с августа 2011 года, указанный в выходных данных тираж 2000 экз.
- «Respect revue» (развлекательная, общественно-политическая, рекламно-информационная тематика), тираж 3000 экз.
- «Лесной вестник» — специализированное издание о жизни лесной отрасли Ленобласти, издаётся с 1998 года дважды в месяц
- Газета «Ваша параллель»
- Журнал «CityFree, Вольный город»[64]

## Достопримечательности
- Главной архитектурной и исторической достопримечательностью города является Тихвинский Успенский мужской монастырь, основанный в 1560 году.
- На территории мужского монастыря располагается Тихвинский историко-мемориальный и архитектурно-художественный музей (ТИМАХМ), старейший и один из наиболее крупных в Ленинградской области.
- Город знаменит чудотворной Тихвинской иконой Божьей Матери, по легенде чудесным образом явившейся на берегу реки Тихвинки 26 июня (9 июля) 1383 года, в 1560 г здесь появились мужской монастырь и посад.
- Тихвинский Введенский женский монастырь открыт по указу царя Иоанна Грозного в середине XVI века[65].
- В Тихвине, в «старой» части города, на берегу реки Тихвинки, располагается Дом-музей Н. А. Римского-Корсакова. Дом этот, спроектированный в соответствии с традиционными приемами композиции дворянских усадебных домов XVIII века, построил Петр Воинович Римский-Корсаков[66], который с 1798 по 1800 год был предводителем дворянства Тихвинского уезда, а следующие четыре исполнял те же обязанности, но уже в губернском масштабе[67].
- В городе расположен Спасо-Преображенский собор на площади Свободы, Знаменская церковь на одноимённой улице, храм Иова Многострадального на старом кладбище, часовня Святого благоверного князя Александра Невского, (бывшее подворье Реконьского монастыря) на улице Советской.
- Сохранились развалины деревянных шлюзов XIX века — фрагменты Тихвинской водной системы.
- В советское время в Тихвинском монастыре был открыт краеведческий музей, а в Спасо-Преображенском соборе располагался кинотеатр «Комсомолец»
- 16 ноября 2011 года, после капитального ремонта, возобновил свою деятельность построенный в 1982 году тихвинский Дворец культуры имени Н. А. Римского-Корсакова на 860 мест[68].
- Каменная церковь Иова Многострадального строилась архитектором И. Роутом по типовому проекту К. Тона с 1852 по 1856 год на месте сгоревшего деревянного храма XVIII века
- Стадион «Кировец» на 4300 мест, где в 2013—2015 г.г. проводил домашние игры ФК «Тосно», завоевавший в 2018 г Кубок РФ по футболу.

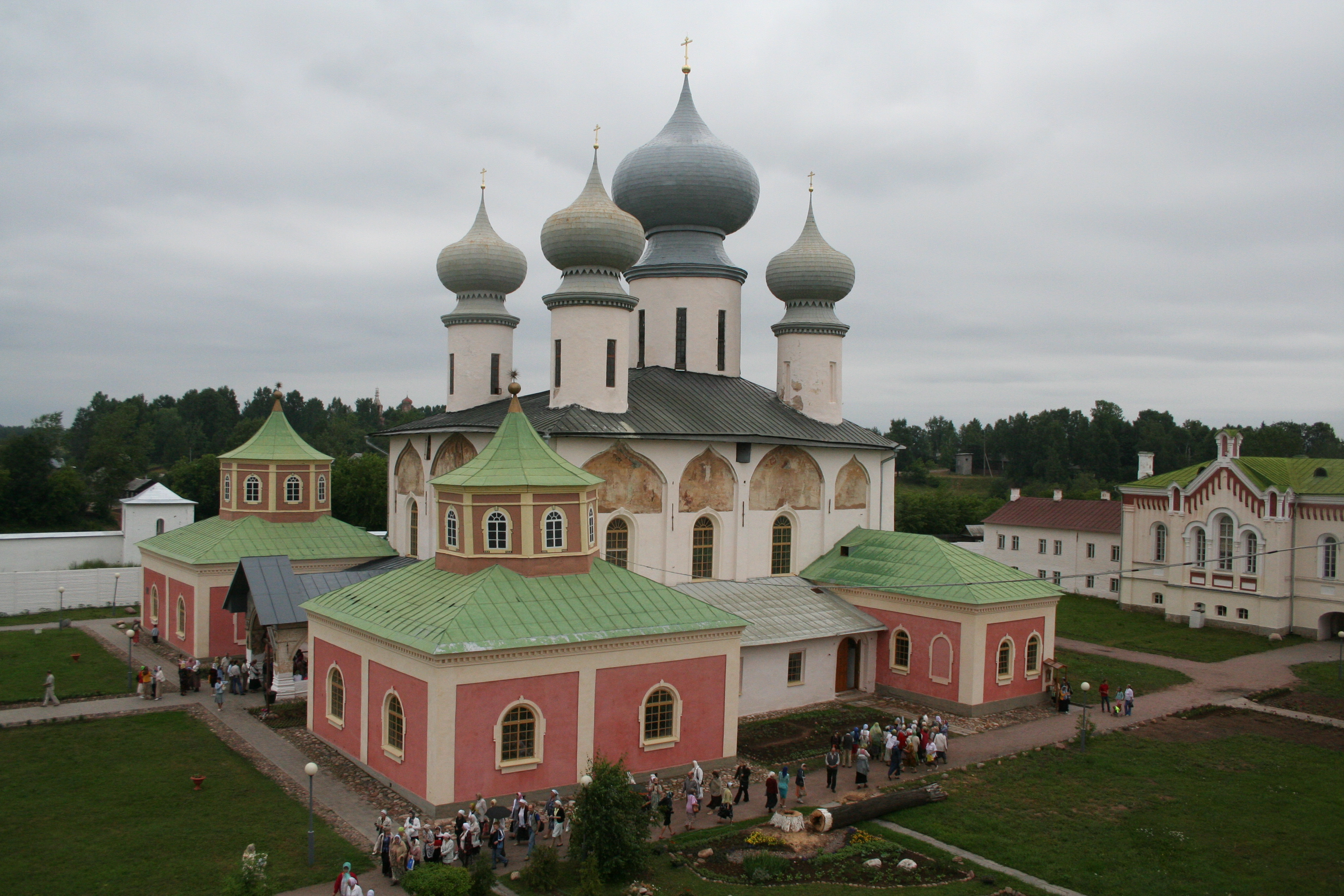
Тихвинский Успенский собор
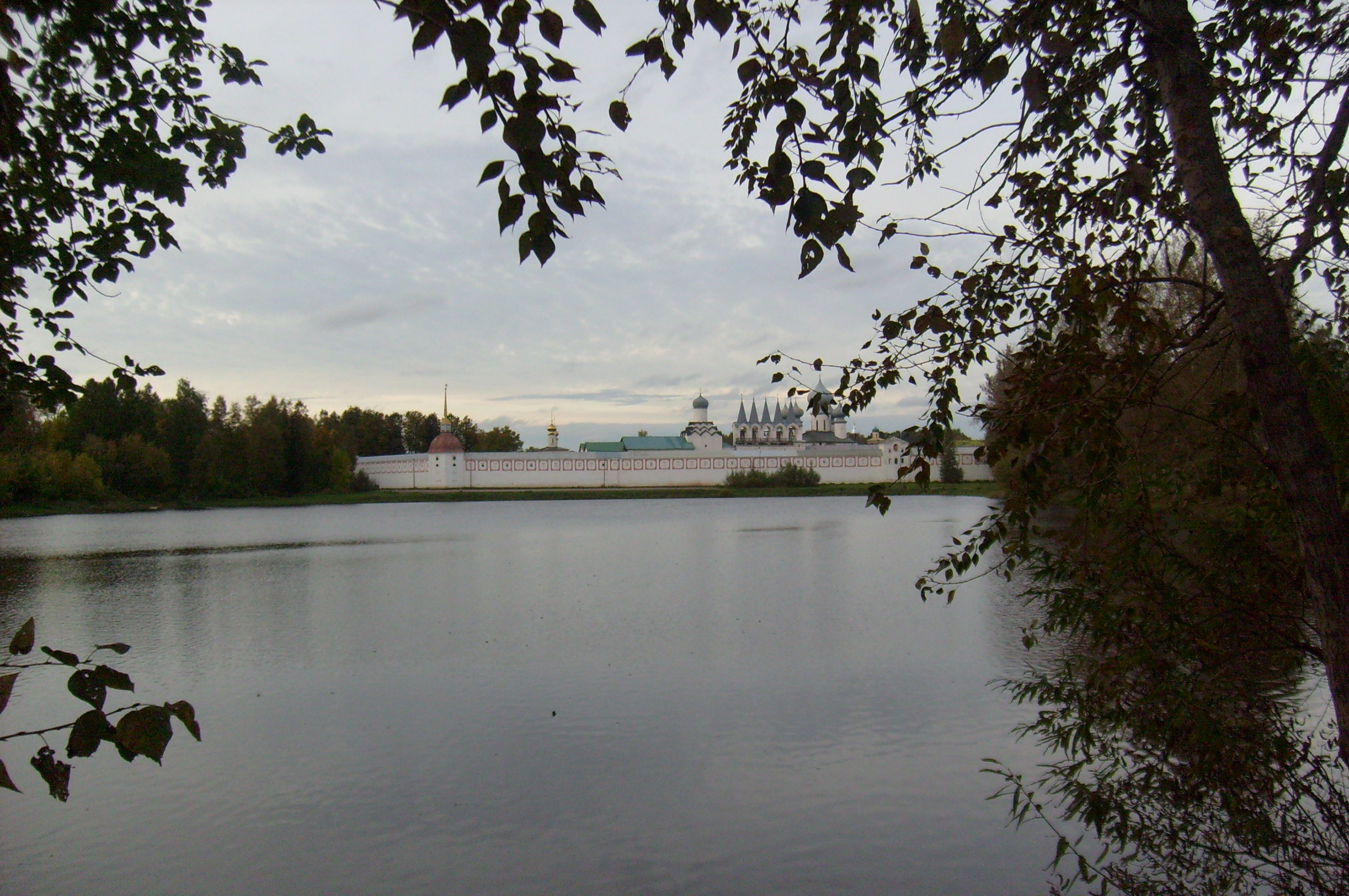
Тихвинский монастырь
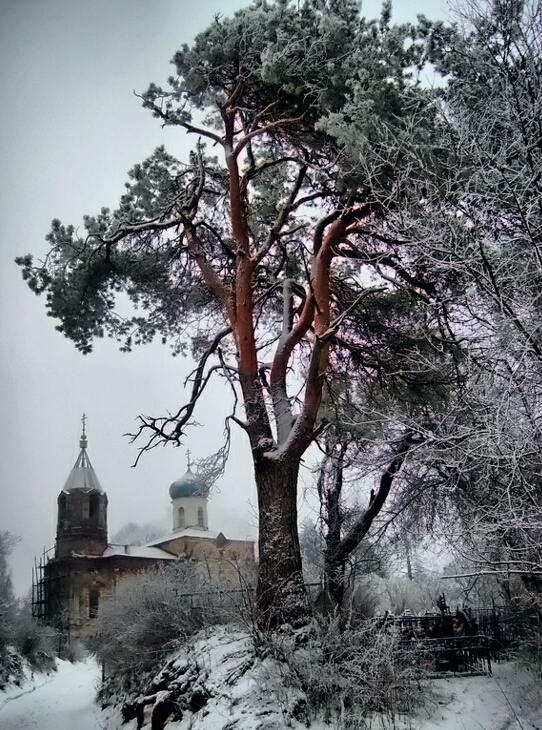
Храм святого Иова Многострадального
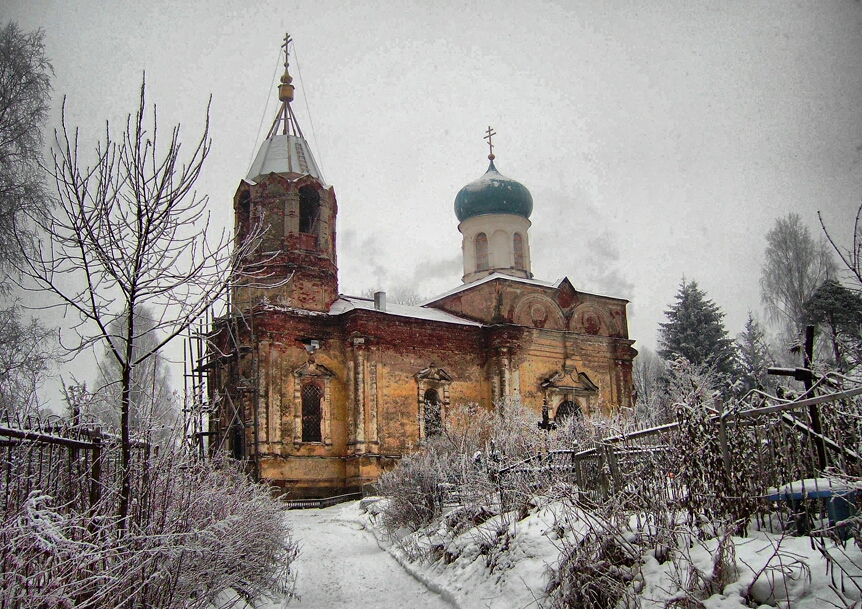
Храм святого Иова Многострадального

### Памятники
- Артиллерийское орудие — 76-мм дивизионная пушка образца 1942 года (ЗИС-3), установлено на постаменте в «поле Мананова» (въезд в город со стороны деревни Астрача) в честь советских воинов-артиллеристов, сражавшихся за Тихвин в годы Великой Отечественной войны[69].
- Памятник-стела, установленный на месте, откуда в декабре 1941 года началось наступление советских войск по освобождению Тихвина от немецко-фашистских захватчиков — знаменитая «тридцатьчетвёрка» на постаменте, установлен на месте Пашского (Пашкин) кордона, в 1941 году превращённого немцами в укреплённый опорный пункт на подступах к городу (въезд в город со стороны деревни Усть-Шомушка). Здесь погиб политрук танковой роты, Герой Советского Союза М. К. Кузьмин[70].
- Самолёт МиГ-21, установленный в 1985 году в честь авиаторов, защищавших Тихвин и Ленинград в годы Великой Отечественной войны. Находится на пересечении автодорог А114 и 41А-009[71].
- Памятник ленинградским детям, погибшим при эвакуации 14 октября 1941 года на станции Тихвин.
- Памятная стела «Освобождение Тихвина» на площади Свободы
- Памятник ликвидаторам аварии на ЧАЭС
- Памятник воинам-интернационалистам
- Бюст Н. А. Римского-Корсакова у Дома-музея Н. А. Римского-Корсакова
- Памятник Н. А. Римскому-Корсакову у одноимённого Дворца культуры

## Фестивали
- «Тихвинский Лель». С 1991 года ежегодно в городе Тихвине проходит Российский конкурс-фестиваль детского художественного творчества «Тихвинский Лель». Традиционно это конкурс-фестиваль детских хореографических коллективов. В 2000 году в конкурсе-фестивале принимали участие более 80 коллективов из разных городов России и стран СНГ, это более 1000 участников.Конкурс проходит по трём номинациям: классический танец, народный танец, эстрадный танец. Многие коллективы приезжают на фестиваль несколько лет подряд. В 2000 году председателем жюри была народная артистка СССР, художественный руководитель государственного ансамбля народного танца «Берёзка» М. М. Кольцова.С 1998 года в рамках Российского конкурса-фестиваля детского художественного творчества «Тихвинский Лель» проходит конкурс исполнителей на народных инструментах, в котором принимают участие солисты, дуэты, ансамбли и оркестры. В 2000 году в фестивале принимали участие 76 номинантов. Председателем жюри был народный артист России, профессор Российской академии музыки им. Гнесиных В. П. Круглов.
- Открытый фестиваль духовой и джазовой музыки «Сентябрь в Тихвине», международный джазовый фестиваль. Организовал фестиваль тихвинский композитор и музыкант Игорь Володин. Проходит в городе Тихвине с 2000 года. Ставит целью расширение творческих связей музыкантов разных стран, воспитание молодёжи на лучших образцах мировой джазовой классики, повышение уровня музыкального образования в школах искусств и музыкальных школах. В разные годы в программах фестиваля принимали участие известные джазмены и джазовые коллективы России и зарубежья, в том числе музыканты из Финляндии, Дании, Швеции, Великобритании, США и других стран. Постоянный ведущий — музыковед и теоретик джаза В. Б. Фейертаг. Одним из инициаторов проведения фестиваля стал тихвинский джаз-квартет (создан в 1994), который неоднократно представлял Тихвин на фестивалях во Франции, Германии, Финляндии. Среди организаторов — Тихвинская Детская школа искусств им. Н. А. Римского-Корсакова.
- Межрегиональный фестиваль военно-патриотической песни «Кто скажет правду о войне?» — с 1991 года. Инициаторы организации фестиваля — Тихвинская общественная организация ветеранов локальных войн «Единство», Комитет по молодёжной политике Ленинградской области и др. Традиционно фестиваль проходит в начале декабря и приурочен к годовщине освобождения города от немецко-фашистских захватчиков 9 декабря 1941 года. Приезжают исполнители из Москвы, Ярославля, Карелии, городов Ленинградской области. Традиционно конкурсанты соревнуются в номинациях «Авторы-исполнители», «Солисты», «Вокальные ансамбли». Фестиваль награждён главным призом Фестиваля Фестивалей «За верность теме». Изначально это был фестиваль афганской песни, который назывался «О чём поют солдаты», но с течением времени изменились его цели и название[72].

## Медицина
Учреждения здравоохранения района:
- ГБУЗ ЛО «Тихвинская межрайонная больница им. А.Ф. Калмыкова», в состав которого входят:
  - Стационар
  - Детская поликлиника
  - Городская поликлиника
  - Женская консультация
  - Отделение скорой медицинской помощи
  - Стоматологическая поликлиника
- ГКУЗ ЛО «Областная туберкулёзная больница в г. Тихвине»
- ГКУЗ ЛО «Тихвинская психиатрическая больница»
- Тихвинский медицинский колледж (филиал ГБПОУ Центр НПМР ЛО)
- Тихвинское патологоанатомическое отделение (филиал ГУЗ «ЛОПАБ»)
- Тихвинское районное судебно-медицинское отделение (филиал ГУЗ «БСМЭ»)[73]
- Частные клиники:
  - Клиника «Медея»[74]
  - Медицинский центр «Надежда»[75]
  - Медицинский центр «Гиппократ»[76]
  - Диагностический центр «Хеликс»[77]
  - Медицинская клиника «Ваш доктор»[78]
  - Центр гинекологии и косметологии «Мир красоты и здоровья»[79]
  - Центр лучевой диагностики и магнитно-резонансной томографии[80]

## Образование
В городе работают 8 общеобразовательных учреждений:
1. МОУ «СОШ № 1 им. Героя Советского Союза Н. П. Фёдорова»
2. МОУ «Гимназия № 2»
3. МОУ «СОШ № 4»
4. МОУ «СОШ № 5»
5. МОУ «СОШ № 6»
6. МОУ «Лицей № 7»
7. МОУ «Лицей № 8»
8. МОУ «СОШ № 9»

Также в Тихвине находятся 15 учреждений дошкольного образования, и два учреждения среднего специального образования: Тихвинский промышленно-технологический техникум им. Е. И. Лебедева и Тихвинский медицинский колледж.
Существуют также учреждения дополнительного образования:
- Тихвинский центр детского творчества (МОУ ДО «ТЦДТ»)[82]
- Школа искусств кино и телевидения Лантан (МОУ ДО «ШИКиТ» «Лантан»)[82]
- Детская школа искусств им. Н. А. Римского-Корсакова (МБУ ДО «ДШИ им. Н. А. Римского-Корсакова»)

## Социальная сфера
В городе имеются учреждения социальной защиты населения:
- Территориальный центр социального обслуживания населения
- Реабилитационный центр для детей и подростков с ограниченными возможностями «Треди»
- Социально-реабилитационный центр для несовершеннолетних «Светлячок»
- Приют для бездомных при Свято-Преображенском соборе (Советская ул., дом 62)

## Города-побратимы
Тихвин с 2002 до 2022 года являлся членом Ганзейского союза Нового времени.
- Финляндия: Иматра
- Франция: Эрувиль-Сен-Клер
- Швеция: Троса

## Фото

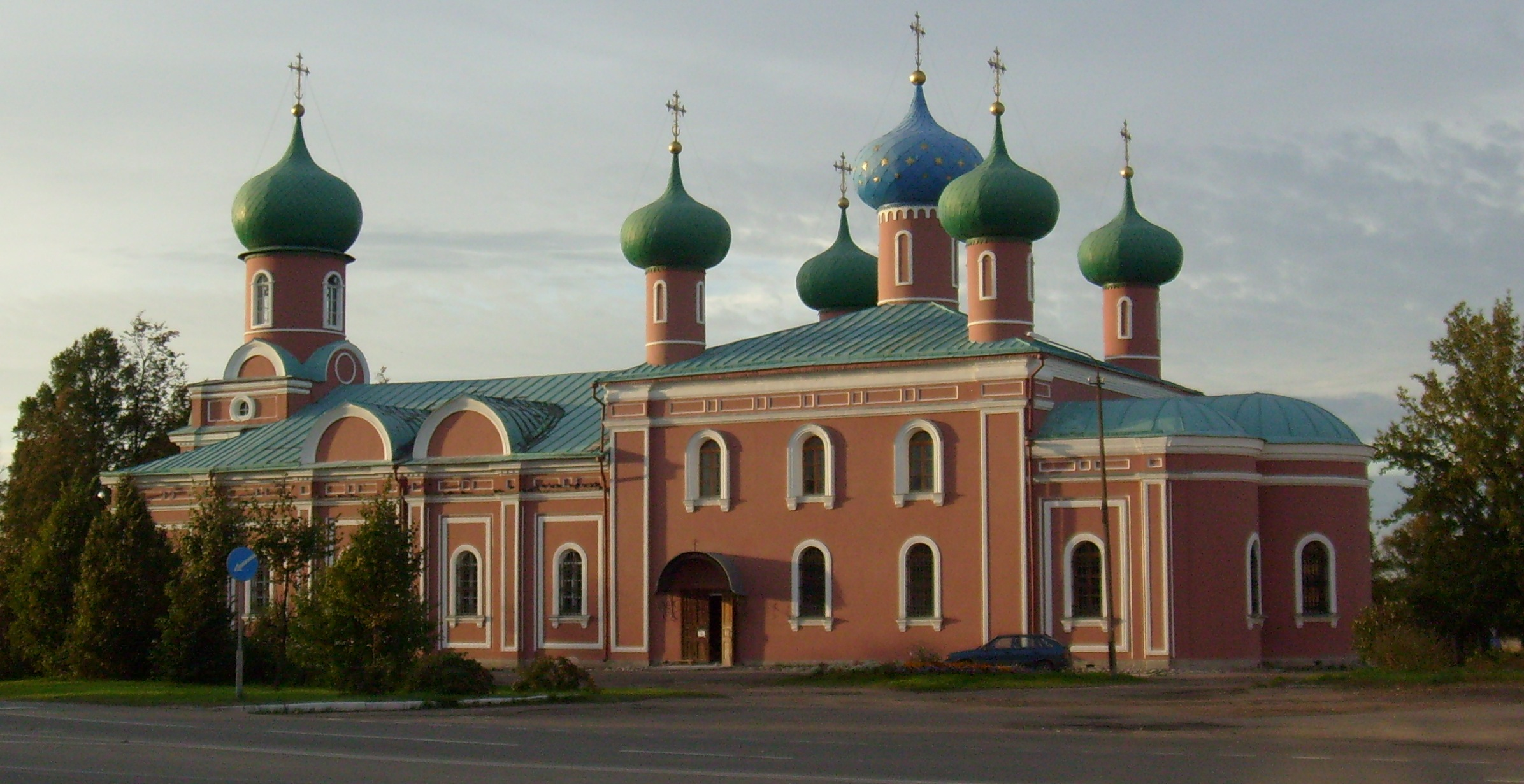
Спасо-Преображенский собор
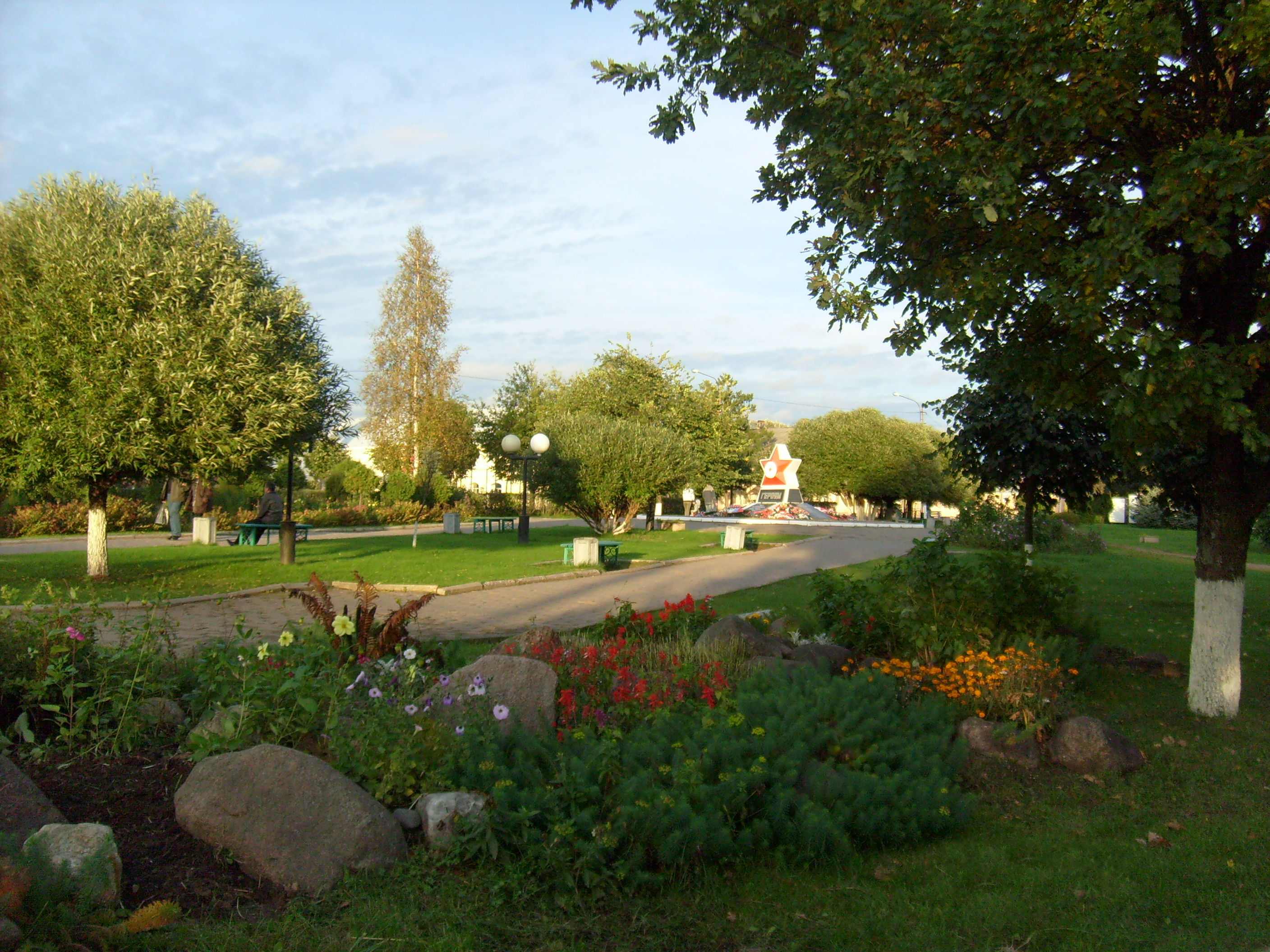
Площадь Свободы
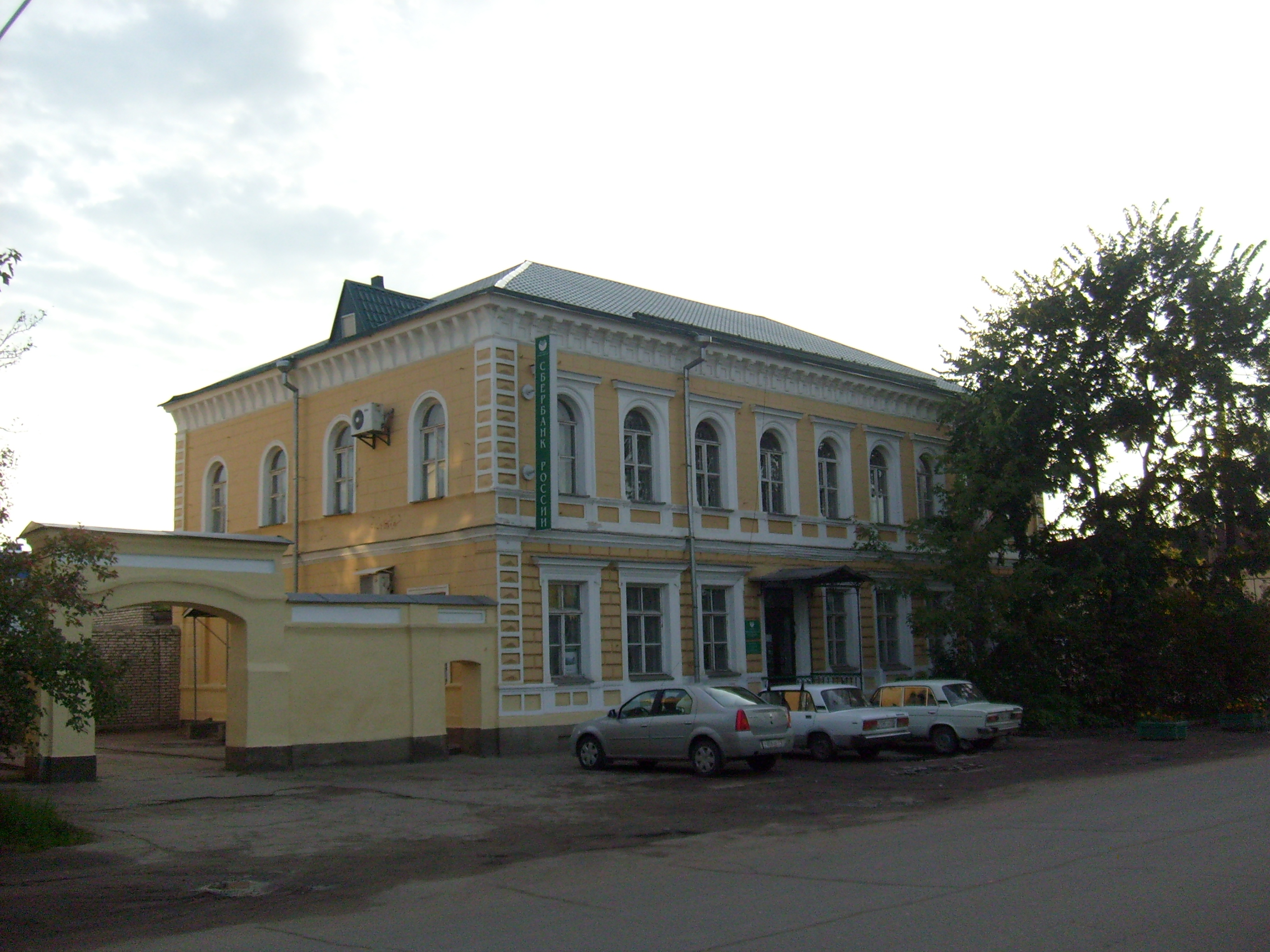
В прошлом гостиница «Санкт-Петербург», ныне отделение «Сбербанка России»
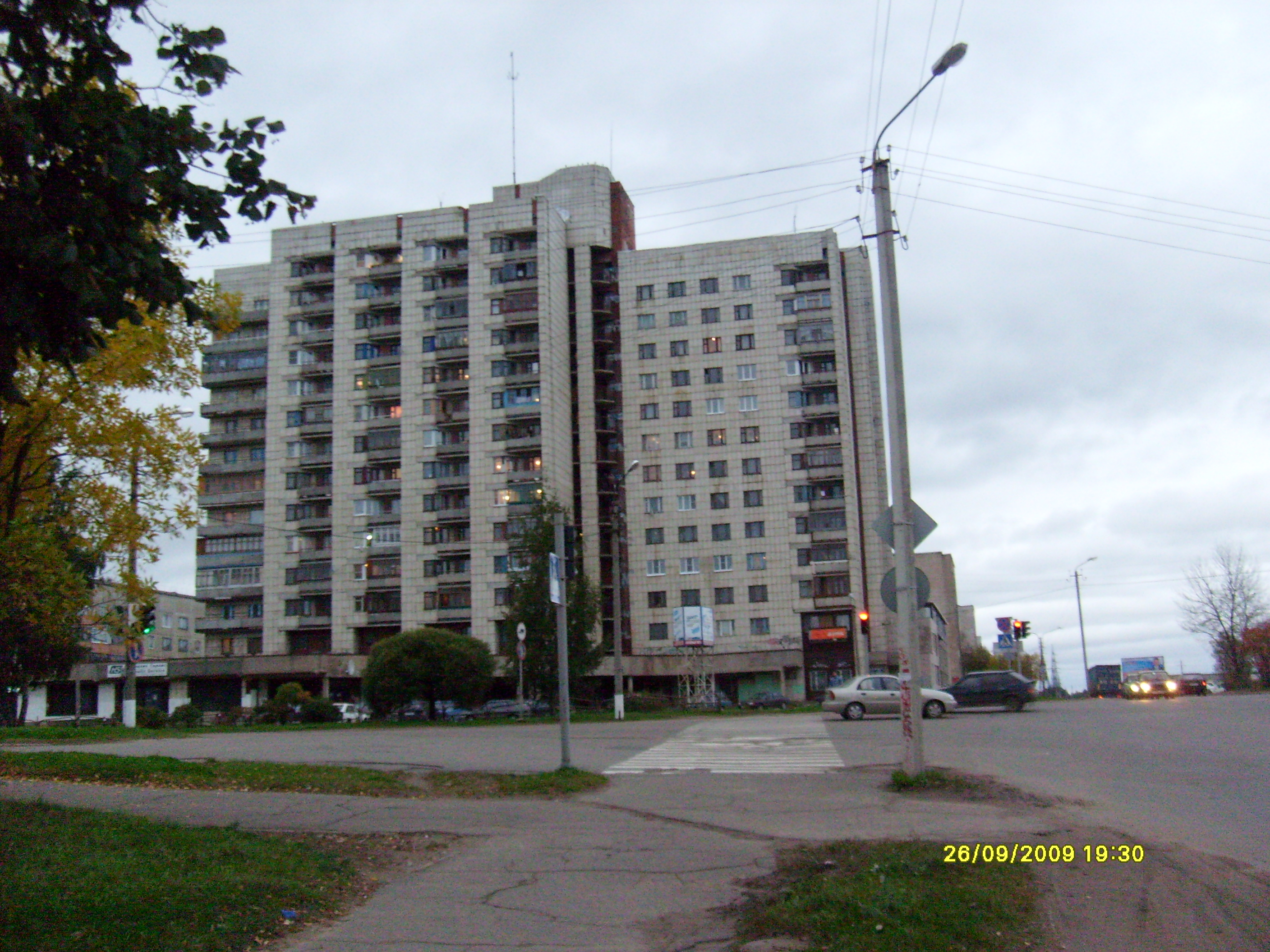
Пересечение улиц Победы и Южной объездной дороги